# 쿠펠로
쿠펠로(이탈리아어: Cupello)는 이탈리아 아브루초주 키에티도에 있는 코무네이다.